# Pyrausta ciniferalis
Pyrausta ciniferalis is een vlinder van de familie van de grasmotten (Crambidae). De wetenschappelijke naam van deze soort is voor het eerst voorgesteld als Botys ciniferalis door Francis Walker in een publicatie uit 1866.
De soort komt voor op Sri Lanka en in Nieuw-Guinea.